# 九五式野砲
九五式野砲（きゅうごしきやほう）は、1930年代中期に開発・採用された大日本帝国陸軍の野砲。
第二次世界大戦では改造三八式野砲・機動九〇式野砲とともに帝国陸軍の主力野砲として運用された。

## 概要

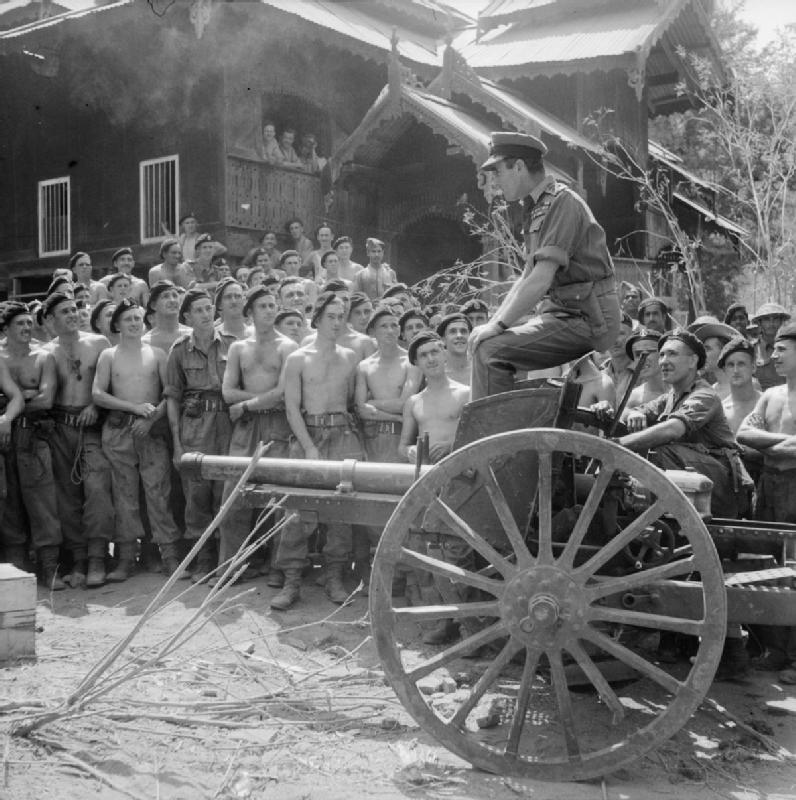
1945年3月、ビルマ戦線でイギリス軍に鹵獲された九五式野砲。防盾の上に座った東南アジア地域連合軍総司令官ルイス・マウントバッテン海軍中将とともに

従来の九〇式野砲は高性能ながら砲車重量が高く、馬匹牽引の場合、従来の改造三八式野砲と同じ6頭輓曳では、当時考えられていた沿海州方面の森林地帯・湿地帯などを突破することに難があった。また、牽引車を使用する機械化牽引では各師団の野砲兵連隊にこれを配備せねばならず、必然的に多数を整備せねばならないという野砲の性質がそれを阻んでいた。師団砲兵に牽引車をあまねく配備・維持することは、当時の陸軍にとっては経済力の観点から過大な負担であった。そのため、実戦部隊側が要請する長射程野砲の整備を考慮しつつ、最大射程を多少減らしてでも改造三八式野砲の機動性を引き継いだ軽量野砲として、参謀本部の主導により新規に開発されたものが本砲である。
1933年（昭和8年）10月7日の陸軍軍需審議会での建議に基づき、同年11月29日付陸密第608号により試作開始が発令された。改造三八式野砲の更新は急を要する問題と考えられたため設計作業は急がれ、1934年（昭和9年）8月には早くも試製砲2門が完成している。若干の重量過大と射撃時の安定不足が見られたため改修を施し、1935年（昭和10年）5月に改良砲が完成、実用試験を経て優秀と認められ、1937年（昭和12年）に仮制式制定を経て制式制定を受けた。弾薬は完全弾薬筒方式で、三八式野砲・四一式騎砲・改造三八式野砲と共通であり、薬室長＝薬莢長の違いから、弾頭部を除いては九〇式野砲・四一式山砲・九四式山砲の弾薬との互換性は無い。
砲そのものの価格が安く、重量は改造三八式野砲よりもさらに軽く、維持費の点でも砲身命数約16,000発と九〇式野砲の3.5倍に達するなど、省コスト型野砲としては上々の出来栄えとなった。
生産数は少なくとも約320門以上と推測されるが、当時の陸軍はドイツ陸軍およびアメリカ陸軍の運用方式に倣い、師団砲兵の火力向上のため1930年代後期頃から、（師団砲兵の）主力火砲を従来の75mm野砲2～3個大隊・10cm軽榴弾砲（九一式十糎榴弾砲）1個大隊編制から、野砲1個中隊・軽榴2個中隊から成る3個大隊と15cm重榴弾砲（四年式十五糎榴弾砲）1個大隊（全大隊輓馬編制）に改編する計画を立て、野砲の生産を緊縮し九一式十榴の量産に努めていたため、改造三八式野砲を完全に更新することはできなかった。

## 注・出典
1. ↑  佐山二郎「日本陸軍の火砲 野砲 山砲」p243。昭和17年10月末時点で318門生産。それ以降の生産数は不明。
2. ↑  佐山二郎『大砲入門  陸軍兵器徹底研究 』 p.147